# Liberecký vikariát (Církev československá husitská)
Liberecký vikariát Církve československé husitské je místní oblastní uskupení náboženských obcí této církve v řadě okresů severní části České republiky. Je součástí Královéhradecké diecéze.

## Náboženské obce

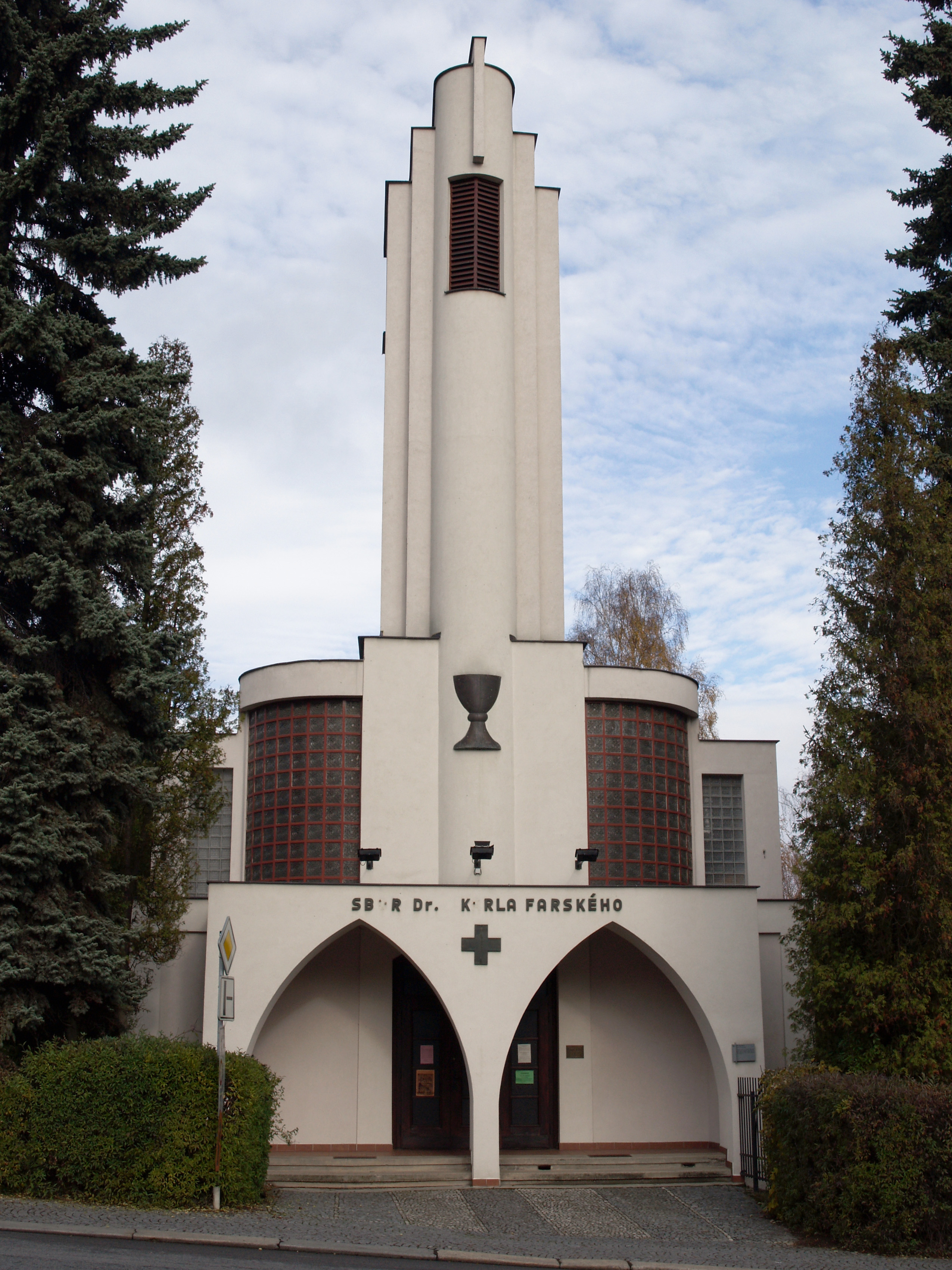
Husův sbor v Semilech

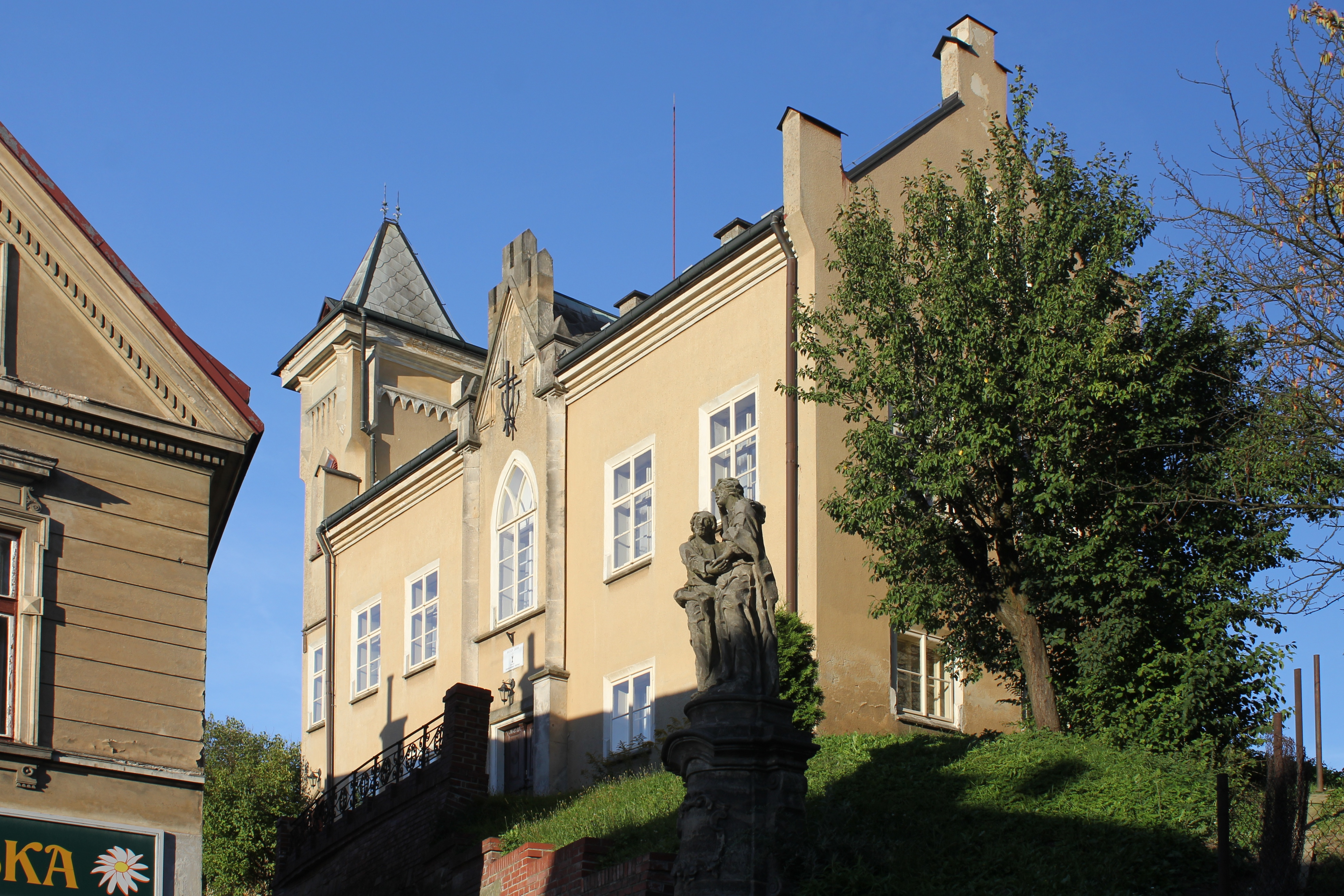
Husův sbor v Českém Dubu

Do vikariátu patří tyto náboženské obce:

### Okres Liberec
- Náboženská obec Církve československé husitské v Liberci
- Náboženská obec Církve československé husitské v Českém Dubu
- Náboženská obec Církve československé husitské ve Frýdlantě v Čechách (věřící se schází v kostele Krista Spasitele)
- Náboženská obec Církve československé husitské v Hrádku nad Nisou

### Okres Jablonec nad Nisou
- Náboženská obec Církve československé husitské v Držkově
- Náboženská obec Církve československé husitské v Jablonci nad Nisou
- Náboženská obec Církve československé husitské v Jenišovicích
- Náboženská obec Církve československé husitské ve Velkých Hamrech

### Okres Semily
- Náboženská obec Církve československé husitské v Lomnici nad Popelkou
- Náboženská obec Církve československé husitské v Přepeřích
- Náboženská obec Církve československé husitské v Semilech
- Náboženská obec Církve československé husitské v Turnově
- Náboženská obec Církve československé husitské ve Vysokém nad Jizerou

### Okres Česká Lípa
- Náboženská obec Církve československé husitské v České Lípě (věřící využívají místní evangelický kostel)
- Náboženská obec Církve československé husitské v Mimoni
- Náboženská obec Církve československé husitské v Novém Boru (věřící se k bohoslužbám scházejí v kostele svatého Ducha)

### Okres Mladá Boleslav
- Náboženská obec Církve československé husitské v Mnichově Hradišti
- Náboženská obec Církve československé husitské v Bakově nad Jizerou

### Okres Trutnov
- Náboženská obec Církve československé husitské ve Vrchlabí